# FC Flora Tallinn
El FC Flora Tallinn és un club de futbol estonià de la ciutat de Tallinn.

## Història
El club va ser fundat el 1990 amb jugadors, majoritàriament, del club Tallinna Lõvid. Guanyà la seva primera lliga el 1994, després de la desqualificació del Tevalte Tallinn.

## Palmarès
- Lliga estoniana de futbol: (15)

1993-94, 1994-95, 1997-98, 1998, 2001, 2002, 2003, 2010, 2011, 2015, 2017, 2019, 2020, 2022, 2023.
- Copa estoniana de futbol: (4)

1994-95, 1997-98, 2007-08, 2008-09.
- Supercopa estoniana de futbol: (4)

1998, 2002, 2003, 2004.

## Jugadors destacats
- Ragnar Klavan
- Andres Oper
- Raio Piiroja
- Mart Poom
- Vegeu la llista completa de jugadors del club a la web del Flora

## Entrenadors
| Temporada | País          | Nom               |
| --------- | ------------- | ----------------- |
| 1990-91   | Estònia       | Aivar Pohlak      |
| 1992      | Lituània      | Raimondas Kotovas |
| 1993-95   | Estònia       | Roman Ubakivi     |
| 1996-99   | Iceland       | Teitur Thordarson |
| 2000      | Estònia       | Tarmo Rüütli      |
| 2001-04   | Països Baixos | Arno Pijpers      |
| 2004-05   | Estònia       | Janno Kivisild    |
| 2006-20?? | Finlàndia     | Pasi Rautiainen   |